# Brienz Rothorn Bahn

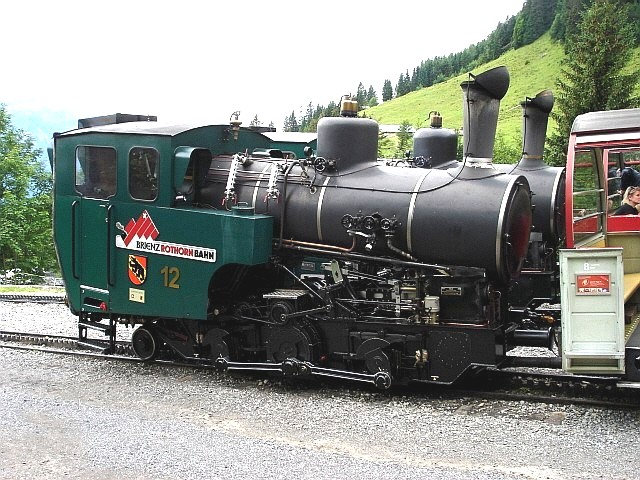
Doplnění vody na Planalp

Brienz Rothorn Bahn AG (BRB) je malá společnost, která provozuje lokální ozubnicovou dráhu u městečka Brienz na břehu Brienzersee, severovýchodně od Interlakenu.
Železnice stoupá z městečka Brienz na Brienzer Rothorn 2252 m n. m., odkud je nádherný pohled na údolí s jezerem Brienzersee a na vrcholky Alp.

## Historie
Místo Brienz Rothorn bylo široce známé již před otevřením železnice na Brienzer Rothorn. V roce 1829, v místě, kde se setkávají tři kantony (Bern, Luzern a Obwalden), byl osazen žulový kámen. Kromě Faulhorn byl již tehdy Rothorn jedním z nejznámějších vyhlídkových míst Berner Oberland.
Jak a kdy Rothorn dostal své jméno (což v angličtině znamená "červený roh, červená trubka"), je nejisté. Podle legendy bylo místo pojmenováno roku 1380, kdy strážce foukal do rohu (trubky) tak silně, až zemřel a jeho roh se zbarvil krví.
Ve Švýcarsku jsou tři desítky pohoří s názvem "Rothorn", 17 ve Valais a 11 v Berner Oberland.

### Brienzrothornbahn (BRB)
S výstavbou ozubené železnice na Rigi se v roce 1871 ukázalo, že parní lokomotivy mohou úspěšně šplhat do hor. Protože kanton Berner Oberland v centrálním Švýcarsku chtěl držet krok s turisty, byl roce 1889 ustaven výbor složený z turistů v Brienzu. Tomuto výboru předsedal německý inženýr A. Lindner z Lucernu. Lindner byl fascinován možností postavit železnici na Rothorn, což by byla v té době nejvýše položená železnice na světě. A. Lindner byl železniční odborník a pracoval mimo jiné na Gotthardské trati. V roce 1890 byl vypracován projekt železnice na Rothorn. Výstavbou byl pověřen T. Baumeister z Lenzburgu, který již měl zkušenosti ze stavby Seetalbahn. Taktéž měl na starosti kolejová vozidla. Později taktéž stavěl železnici Lauterbrunnen-Wengen.
V roce 1889 švýcarský parlament udělil licenci pro stavbu železnice a ještě v létě téhož roku se začalo se stavbou. Zpráva z tohoto roku popisuje stavbu železnic v deníku Followin slovy: "Nastal velký shon na vrcholu a všude jinde, nahoře i dole, na skalách podél tratě, všude se pracovalo".
Stravování dělníků v průběhu stavby nebylo jednoduché, taktéž se vyskytl nedostatek nemocničních lůžek pro zraněné. Největší počet pracovníků zaměstnaných najednou bylo 640, většinou Italů. Italové byli ubytováni v kasárnách a salaších alpských pastevců. Ubytování bylo prosté a jednoduché.
Již 31. října 1891 dosáhla lokomotiva pracovního vlaku vrcholové stanice. Trať délky 7,60 km s tunely byla postaven v období těsně přesahující jeden rok.
Slavnostní otevření se konalo ve dnech 17. června 1892. Až do roku 1914 jezdily v létě pravidelně výletní soupravy tlačené parními lokomotivami z Brienzu na Rothorn. Po vypuknutí první světové války byl provoz zastaven až do roku 1931, kdy byl po 16 letech obnoven.
Jako jediná železnice ve Švýcarsku odolala elektrifikaci a je parní ozubnicovou drahou. V současné době byla znovuobjevena hodnota dráhy Brienz-Rothorn a je ceněna jako historická. Dnes nabízí živou připomínkou zašlých dnů slávy parních lokomotiv.

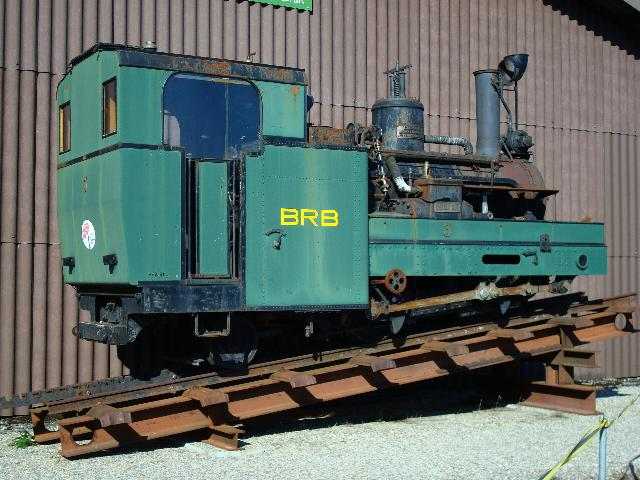
První parní lokomotiva
Brienzrothornbahn

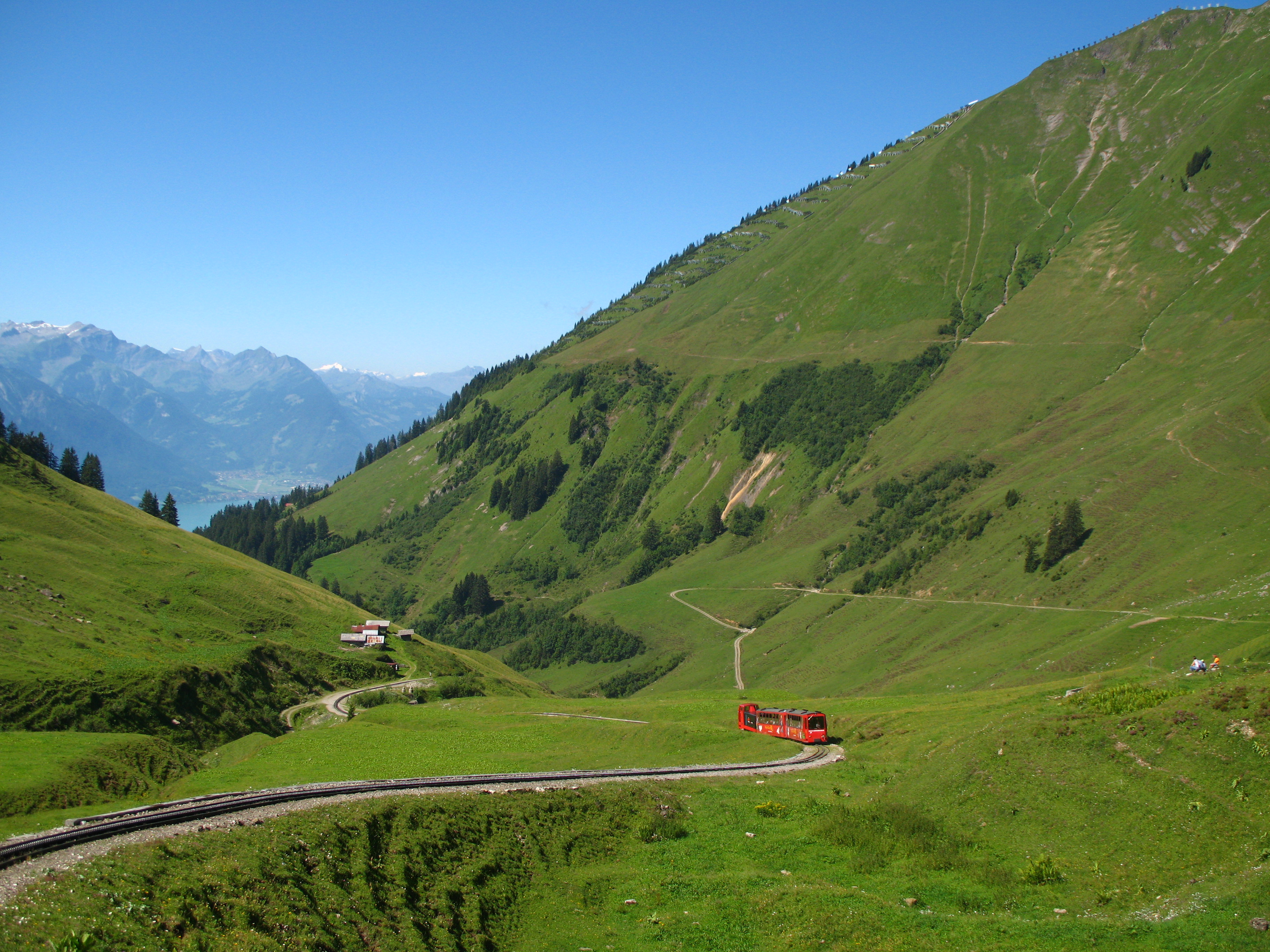
Trať na ubočí

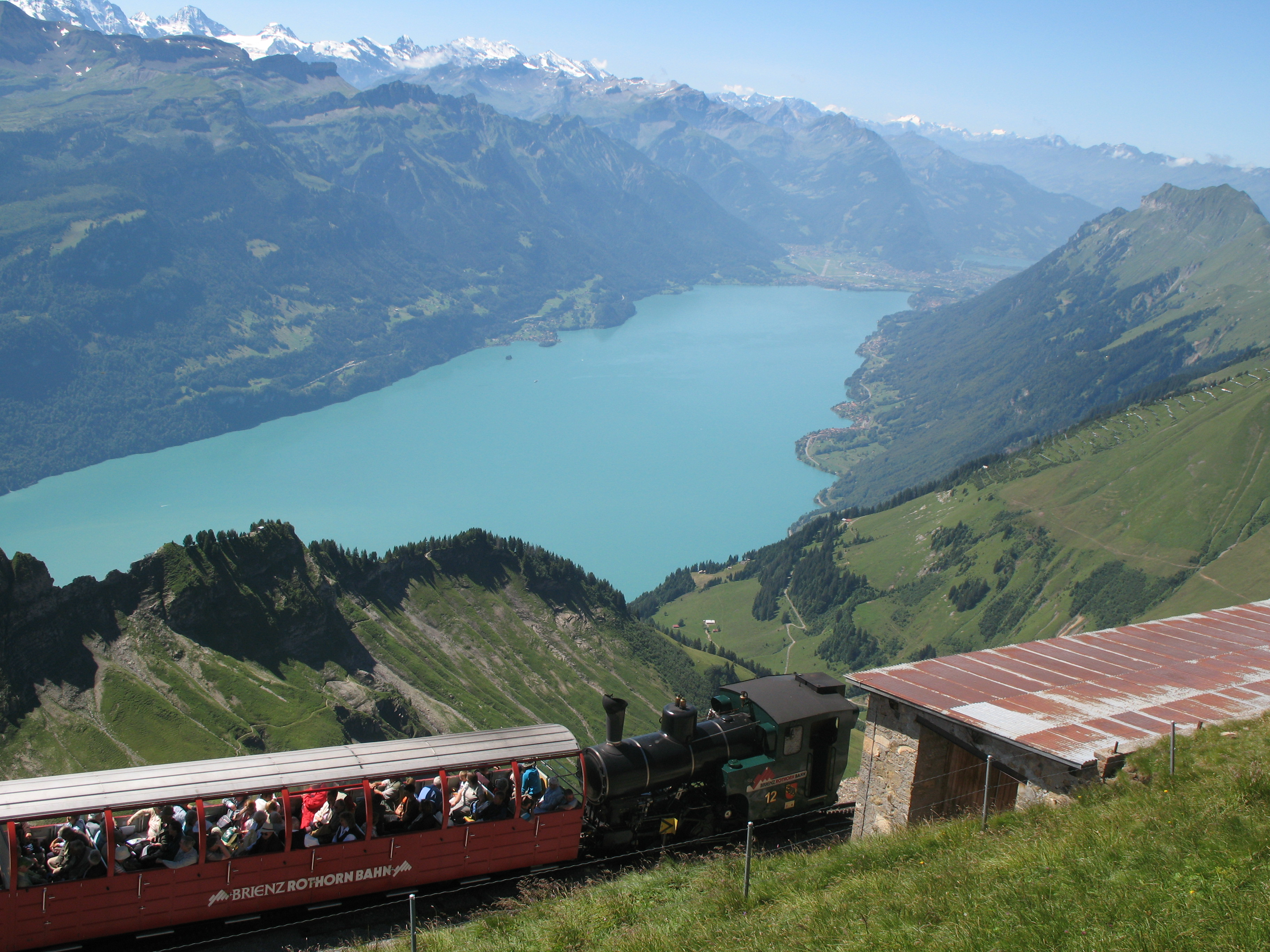
Pohled z horní stanice na Brienzersee

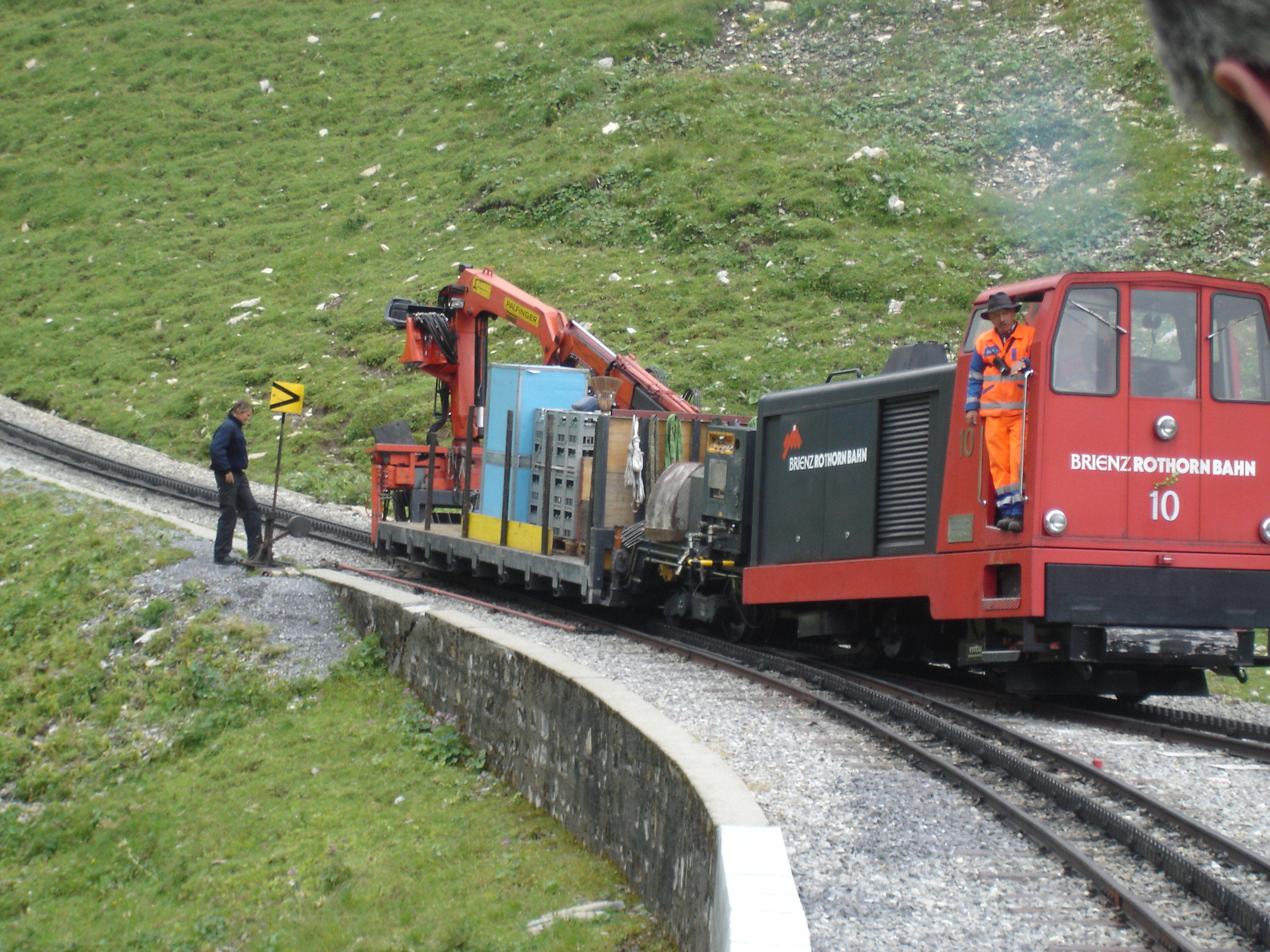
Pracovní souprava

## Technická data BRB

### Parametry
| Rozchod:                  | 800 mm                |
| Provozní délka:           | 7.600 m               |
| Provozní převýšení:       | 1.678 m               |
| Délka hřebene:            | 7.600 m               |
| Největší sklon:           | 250 ‰                 |
| Průměrný sklon:           | 250 ‰                 |
| Nejmenší poloměr oblouku: | 60 m                  |
| Počet tunelů:             | 6                     |
| Celková délka tunelů:     | 600,9 m               |
| Počet tubusů:             | 1                     |
| Stanice a zastávky:       | 5 turistické + místní |

### Vozový park
| prov. číslo | • | rok výroby | • | v provozu na BRB | • | palivo . | • | zásoba paliva (kg)/(l) | • | zásoba vody (l) | • | výkon kW/PS | • | prov.hm. (kg) | • | poznámka .  |
| 1           |   | 1891       |   | 1962             |   | uhlí     |   | ~300                   |   | ~2.000          |   | 150/200     |   | 16.000        |   | do 1961 MGB |
| 2           |   | 1891       |   | 1891             |   | uhlí     |   | ~300                   |   | ~2.000          |   | 150/200     |   | 16.000        |   | -           |
| 3+4         |   | 1892       |   | 1892             |   | uhlí     |   | ~300                   |   | ~2.000          |   | 150/200     |   | 16.000        |   | -           |
| 5           |   | 1891       |   | 1912             |   | uhlí     |   | ~300                   |   | ~2.000          |   | 150/200     |   | 16.000        |   | do 1911 WAB |
| 6           |   | 1933       |   | 1933             |   | uhlí     |   | ~350                   |   | ~2.000          |   | 220/300     |   | 20.000        |   | -           |
| 7           |   | 1936       |   | 1936             |   | uhlí     |   | ~350                   |   | ~2.000          |   | 220/300     |   | 20.000        |   | -           |
| 8           |   | -          |   | -                |   | -        |   | -                      |   | -               |   | -           |   | -             |   | -           |
| 9+10        |   | 1975       |   | 1975             |   | nafta    |   | ~66                    |   | -               |   | 485/660     |   | 13.200        |   | -           |
| 11          |   | 1987       |   | 1987             |   | nafta    |   | ~66                    |   | -               |   | 485/660     |   | 13.200        |   | -           |
| 12          |   | 1992       |   | 1992             |   | top.olej |   | ~150                   |   | ~2.000          |   | 300/408     |   | 15.200        |   | -           |
| 13          |   | -          |   | -                |   | -        |   | -                      |   | -               |   | -           |   | -             |   | -           |
| 14+15       |   | 1996       |   | 1996             |   | top.olej |   | ~150                   |   | ~2.000          |   | 300/408     |   | 15.200        |   | -           |
| 16          |   | 1992       |   | 2005             |   | top.olej |   | ~150                   |   | ~2.000          |   | 300/408     |   | 15.200        |   | do 2004 GN  |
Vagony: 15 osobních, 5 nákladních